# Wilfred Petersen
Wilfred Petersen, född 1905, död 1981, var en dansk nationalsocialistisk politiker. År 1932 lämnade han DNSAP, där han varit chef för partiets Köpenhamnsavdelning. Istället grundade han Dansk Socialistisk Parti som fick egna stormtrupper, Nordiske Legioner. 
Under ockupationen av Danmark var Petersen ledare för olika paramilitära grupper och aktiv i bekämpningen av den danska motståndsrörelsen År 1937 skall Petersen ha varit en av gärningsmännen eller instiftarna av ett sprängattentat mot Danmarks dåvarande försvarsminister Alsing Andersens villa. Peterszen anslöt sig till Dansk Folkeparti år 1941, där han under en kortare tid också var organisationens ledare. Han var motståndare till och förde, med ekonomiskt stöd av Gunnar Larsen, propagandakampanjer mot bland annat medlemmar av DNSAP och dess partiledare Frits Clausen. Under rättegångarna efter befrielsen av Danmark betecknade åklagarmyndigheten Petersen som en "begåvad psykopat".